# Tui Na
Le massage Tui Na est une spécificité chinoise qui prend en compte les méridiens et les points d'acupuncture du corps, il fait partie de la médecine chinoise traditionnelle (MTC). Tui Na est un mot signifiant pousser (tui - 推) et saisir (na - 拿), techniques et manœuvres qui, soit dispersent les « blocages énergétiques », soit stimulent ou tonifient l'« énergie ». Il agit sur les zones réflexes pour tonifier et stimuler l'organisme et l'esprit. Son objectif est de faire circuler et rééquilibrer les énergies.
Le TuiNa aurait été créé vers 1300 av. J.-C. au centre de la Chine, dans l'ancienne capitale de Chine, à Luoyang (Henan).

## Théorie traditionnelle
Selon la tradition chinoise, l'être vivant, et ici plus particulièrement l'homme, est une organisation résultant de la combinaison de matière - le corps matériel ou physique - de nature yīn, et d'énergie - qui anime la matière - de nature yáng. L'équilibre harmonieux entre ces deux composants conditionne l'état de santé. Les perturbations de cet équilibre sont responsables de la maladie. 
L'énergie circule notamment le long de conduits appelés méridiens, et, à partir de ces méridiens, se répand dans tout le corps pour insuffler son principe vitalisant (yáng) à l'ensemble des constituants de l'organisme. Elle a une certaine correspondance avec le sang, qui, lui-même, circule dans des conduits (vaisseaux) et se répand dans tout le corps pour l'irriguer de son principe yīn.
L'équilibre de l'organisme humain doit toujours être évalué relativement à celui de son environnement, et de cycles qui vont en rythmer l'évolution, cycles avec lesquels il devra rester en harmonie et dont les correspondances matérielles (les cinq éléments) vont servir de repère à l'acupuncteur pour établir son diagnostic et son traitement, en fonction de règles subtiles qui trouvent leur origine dans le taoïsme.
L'énergie (Qi) est mouvement et sa perturbation princeps sera l'entrave au mouvement : le blocage. L'énergie bloquée en une région du corps matériel s'accumule en amont du blocage, alors que les régions en aval du blocage vont se trouver en déficit énergétique. En présence d'un état de pathologie ainsi décrit, on cherche à établir un diagnostic en recherchant les niveaux auxquels l'énergie est bloquée, et quelle est la raison du blocage, puis à appliquer un traitement levant le blocage et corrigeant la raison de ce blocage. 

### Les méridiens
Les principaux méridiens en médecine traditionnelle chinoise sont au nombre de 12. Ils débutent (ou se terminent) à l'extrémité d'un doigt (ou d'un orteil). Conformément au cours d'un fleuve, dont ils sont la correspondance sur le corps, ils grossissent depuis leur source (extrémité d'un doigt) vers le centre du corps. Ils disposent de nombreux affluents, ou méridiens secondaires, et nourrissent de leur énergie la chair, les muscles, les organes internes et la totalité du corps.
Les lignes médianes du corps sont parcourues par deux méridiens particuliers, l'un antérieur dit « conception », l'autre postérieur dit « gouverneur ». Les méridiens constituent donc les voies par lesquelles l'organisme reçoit cette énergie, qui peut être apport nutritif, apport d'informations (notamment d'origine extérieure) mais aussi portes d'entrée pour certaines maladies.

### Les six énergies
Les six énergies climatiques  désignent le vent, la chaleur, la tiédeur, la sécheresse, le froid et l'humidité. Selon le Shuowen Jiezi dictionnaire de la dynastie Han, les six énergies sont l'expression de la transformation dynamique Yin et Yang dans le Ciel. 
Elles sont : Taé Yang (Tai Yang), Chao Yang (Shao Yang), Yang Ming, Taé Yin (Tai Yin), Chao Yin (Shao Yin), Tsiué Yin (Jue Yin).
Elles correspondent à un climat particulier.

### Les Huit Entités psychoviscérales (BenShen)

Les cinq éléments chinois et leurs relations

Les Benshen sont en étroite relation avec les cinq éléments et organes : Bois - Foie (Hun) ; Feu - Cœur (Shen) ; Terre - Rate (Yi) ; Métal -Poumon (Po) ; Eau -Rein (Zhi);
Ces cinq entités représentent des phases fondamentales du Shen (l'esprit) :
- Le Shen est l'ensemble des activités mentales qui résident au cœur[2]. Shen désigne aussi les activités mentales spécifiques du cœur. Ce concept réfère entre autres à la conscience, la mémoire, la pensée et le sommeil.
- Po est l'équivalent Yin du Hun. En français, on s'y réfère sous le nom d'âme corporelle. Le Po met en place les bases matérielles nécessaires à la vie, particulièrement durant la grossesse, où une partie du Po de la mère est « transférée » à son enfant. Ce concept réfère entre autres choses aux sentiments, aux sensations, à l'instinct, à la respiration.
- Hun est l'équivalent Yang du Po. En français, on s'y réfère sous le nom d'âme éthérée. Le Hun survit au corps à la mort et retourne alors à l'état d'énergie subtile et immatérielle. On l'attribue entre autres à la faculté de donner un sens à sa vie, à la capacité de prendre des décisions en accord avec son « moi » profond.
- Yi pourrait être traduit par « la pensée ». C'est elle qui code et décode ce que nous assimilons au cours de notre vie. Le Yi est particulièrement sollicité lors d'études, d'efforts de concentration ou de mémorisation[2].
- Le Zhi pourrait être traduit par « la volonté ». Il permet la persévérance, la motivation. Le Zhi permet à un engagement, à une action, de perdurer dans le temps. Il permet en outre d'utiliser le langage de Yi, et de l'appliquer à la vie quotidienne.

### Les mouvements fondamentaux du tui-na
Les mouvements employés traditionnellement sont:
tui1 推、na2拿、an4按、mo2摩、qia1掐、gun3滾、yao2搖、rou2揉、cuo1搓